# Castanilla marchesii
Castanilla marchesii är en spindelart som beskrevs av Lodovico di Caporiacco 1936. Castanilla marchesii ingår i släktet Castanilla och familjen flinkspindlar.
Artens utbredningsområde är Libya. Inga underarter finns listade.